# Try to Shut Me Up
Try to Shut Me Up es el tercer EP de Avril Lavigne, que fue lanzado el 31 de diciembre del 2003. Solo está disponible en iTunes, ya que es un EP de descarga digital. Lleva este nombre, porque el tour que realizaba la cantante en esa época era llamado «Try to Shut Me Up Tour». El álbum cuenta con 5 canciones, de las que cuatro pertenecen a la cantante y una es una versión de Green Day.

## Lista de canciones
| N.º | Título                 | Escritor(es)        | Productor(es) | Duración |  |
| 1.  | «Sk8er Boi (live)»     | Lavigne, The Matrix | The Matrix    | 4:09     |  |
| 2.  | «Nobody's Fool (live)» | Lavigne, Zizzo      | Zizzo         | 4:05     |  |
| 3.  | «Basket Case (live)»   | Green Day           | Green Day     | 3:16     |  |
| 4.  | «Unwanted (live)»      | Lavigne, Magness    | Magness       | 4:34     |  |
| 5.  | «Losing Grip (live)»   | Lavigne, Magness    | Magness       | 5:04     |  |